# Nieuwezijds Voorburgwal

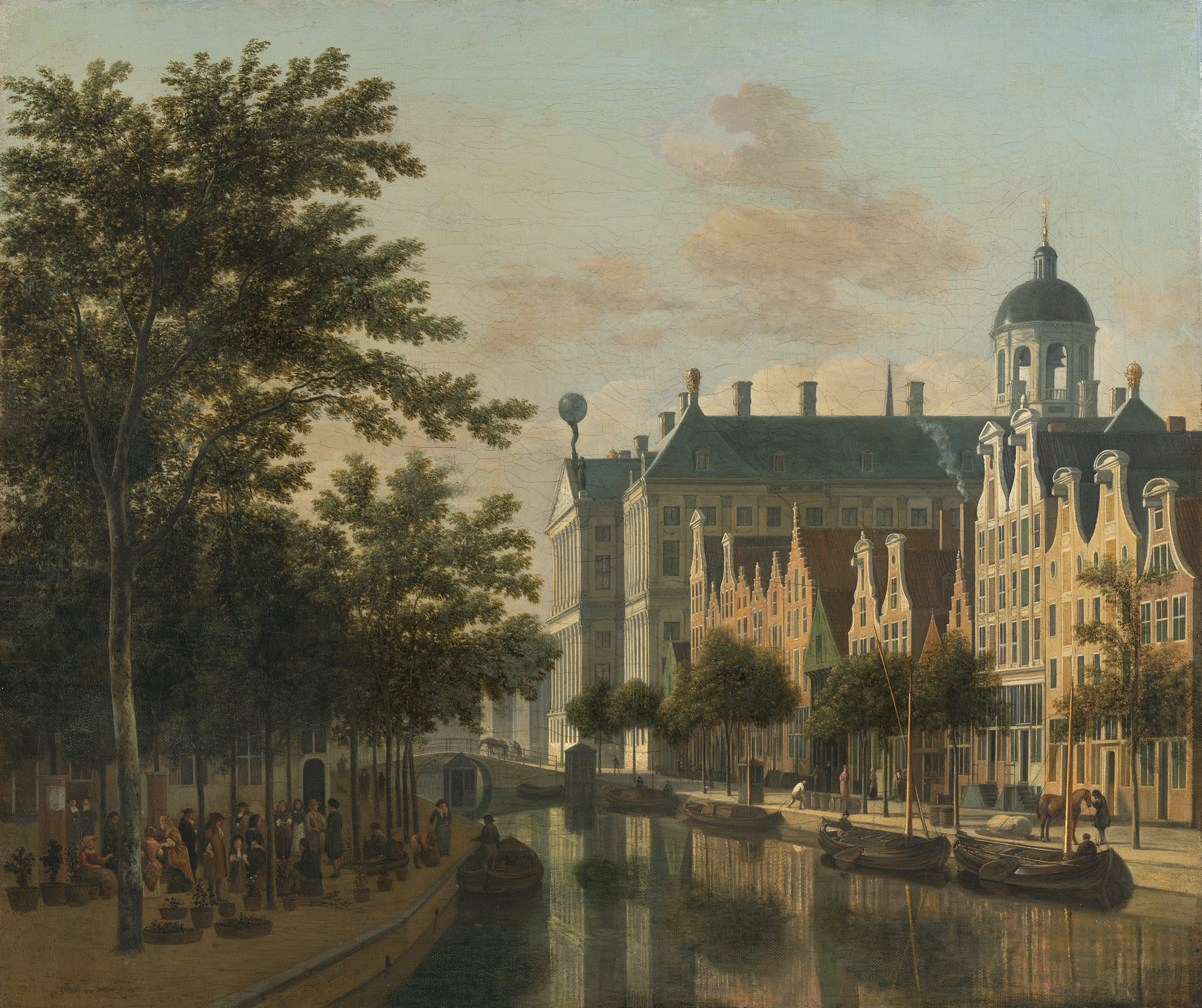
De Nieuwezijds Voorburgwal met het Stadhuis; 1686. Schilderij van Gerrit Adriaensz Berckheyde.

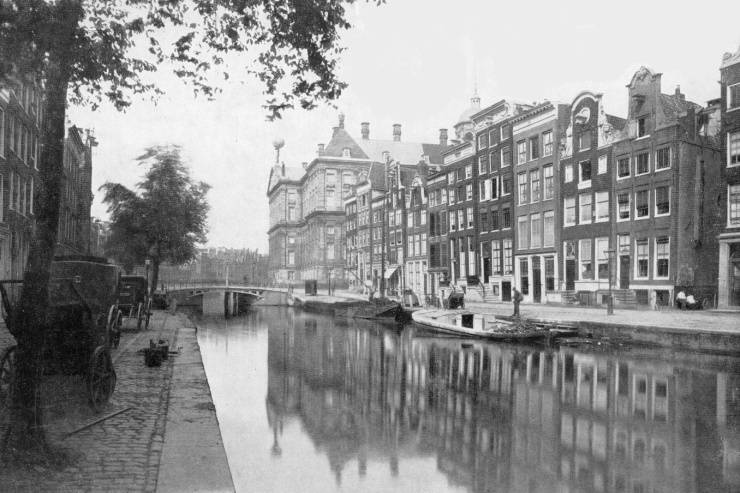
Dezelfde locatie: Nieuwezijds Voorburgwal met het Paleis op de Dam; voor de demping in 1884.

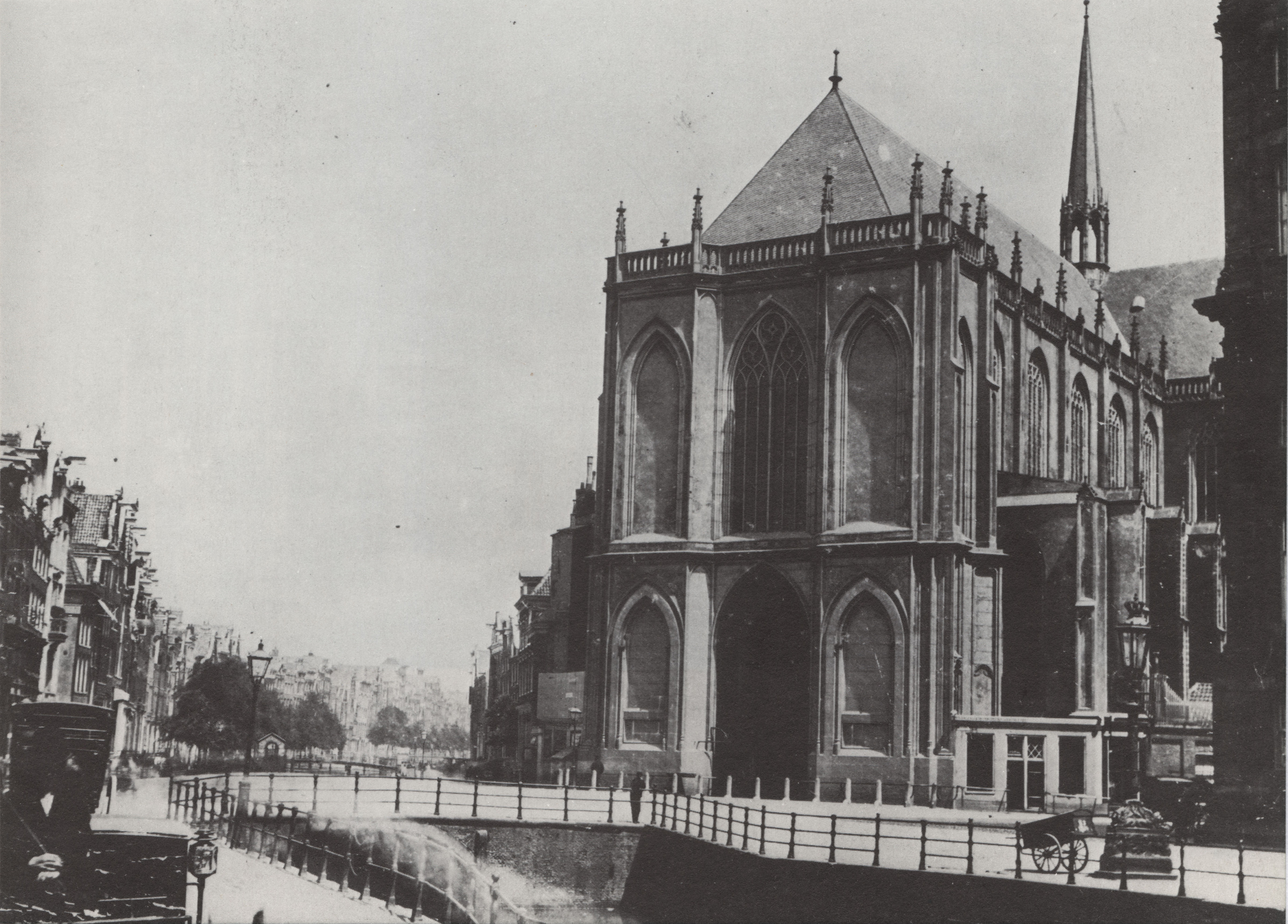
De Nieuwezijds Voorburgwal met de Nieuwe Kerk; voor de demping in 1884.

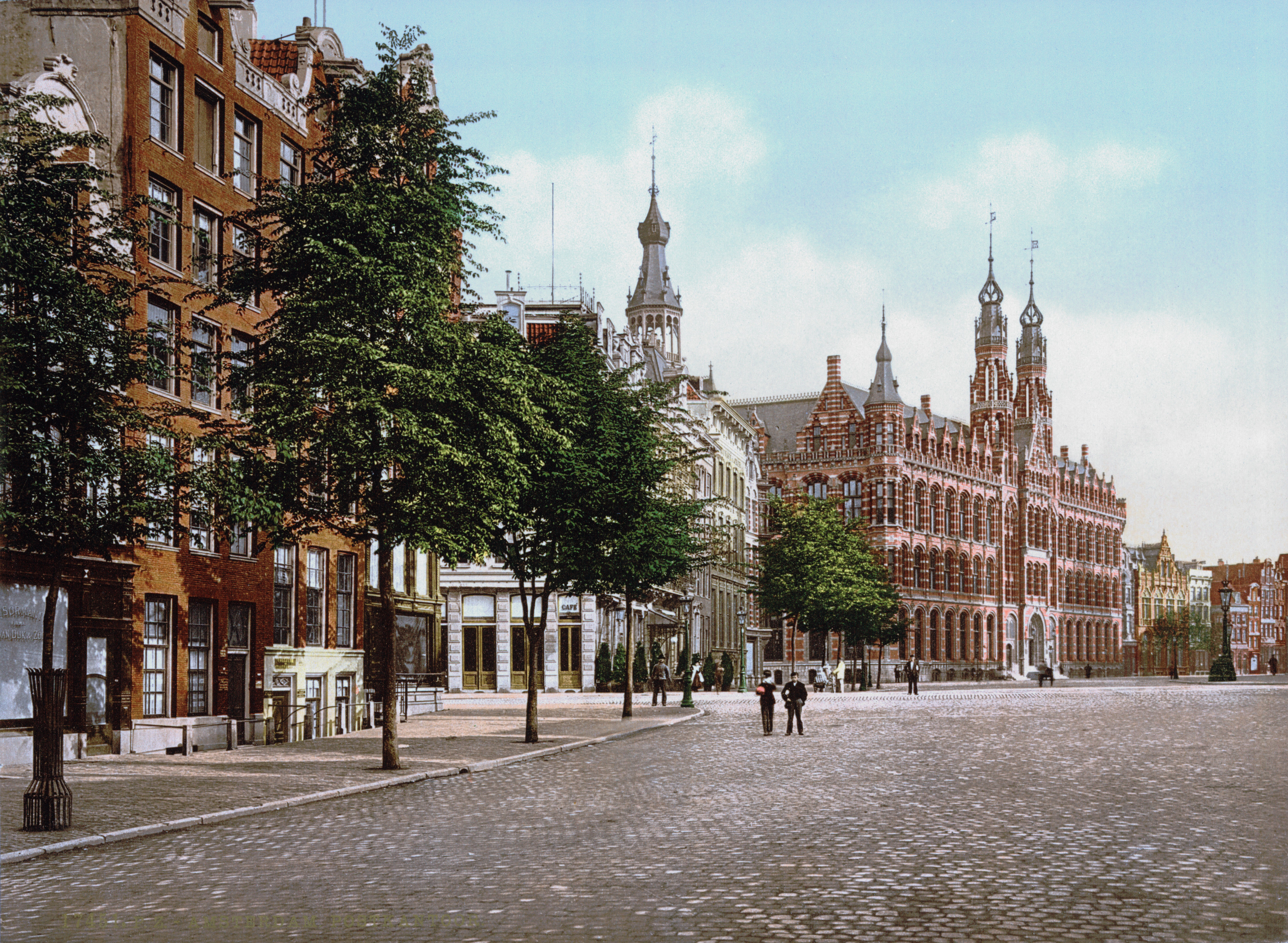
De Nieuwezijds Voorburgwal na de demping met het nieuwe Hoofdpostkantoor (nu winkelcentrum Magna Plaza); omstreeks 1900.

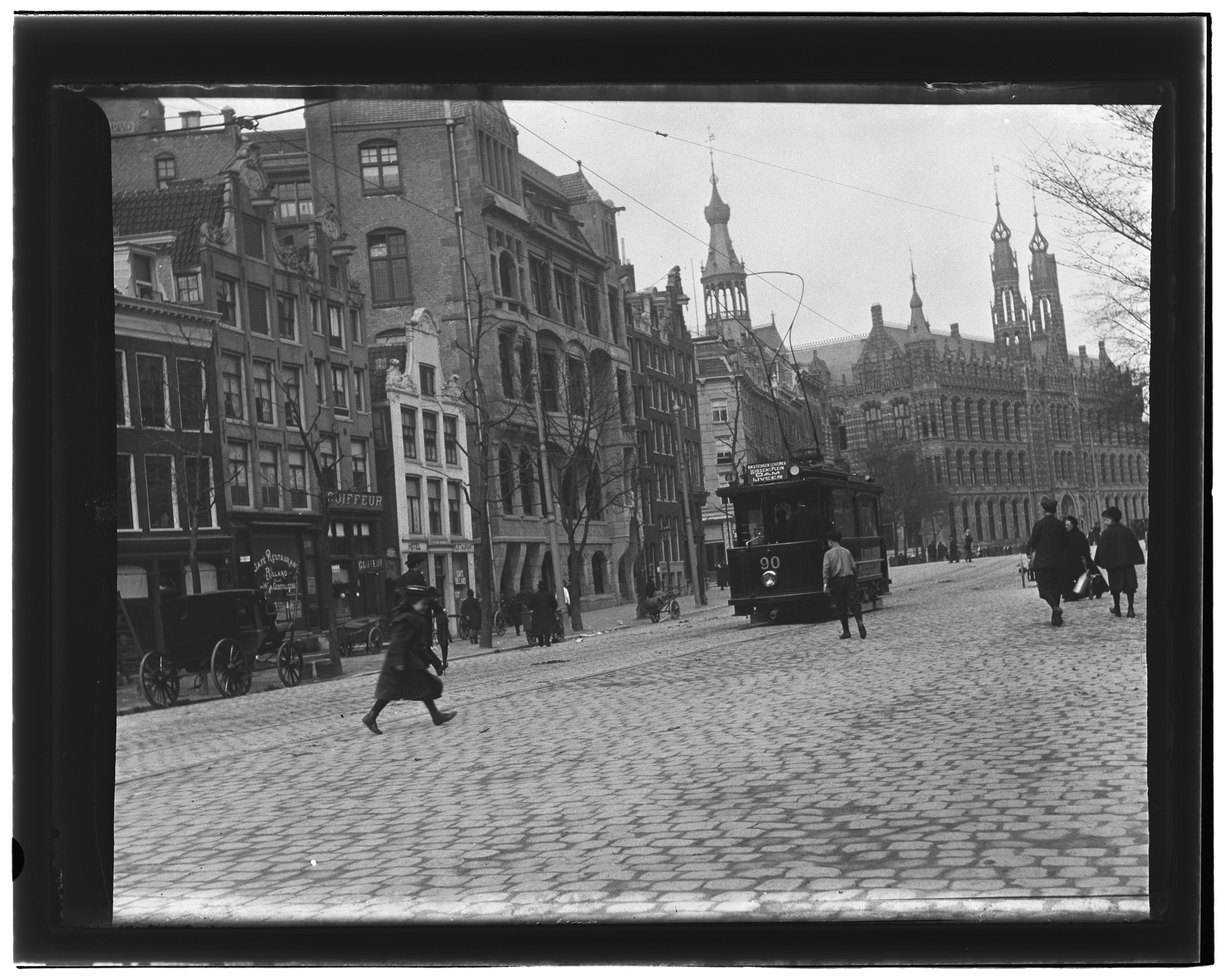
Nieuwezijds Voorburgwal met in het midden een tram van lijn 1 (motorwagen 90); 1904. Het grote pand in het midden was de vestiging van het Algemeen Handelsblad.

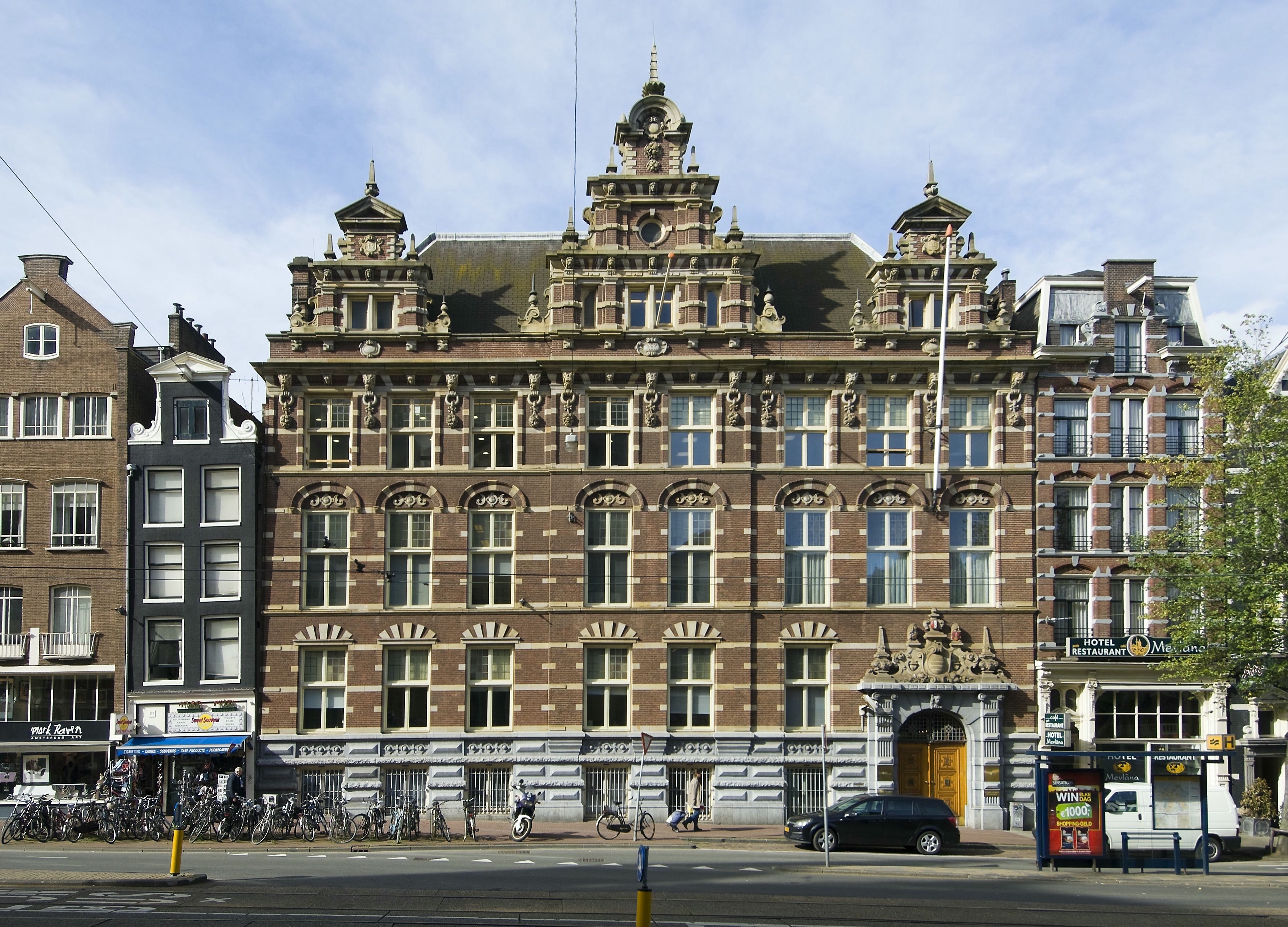
De voorgevel van de Handelsvereniging Amsterdam (HVA), aan de Nieuwezijds Voorburgwal 162; 2009.

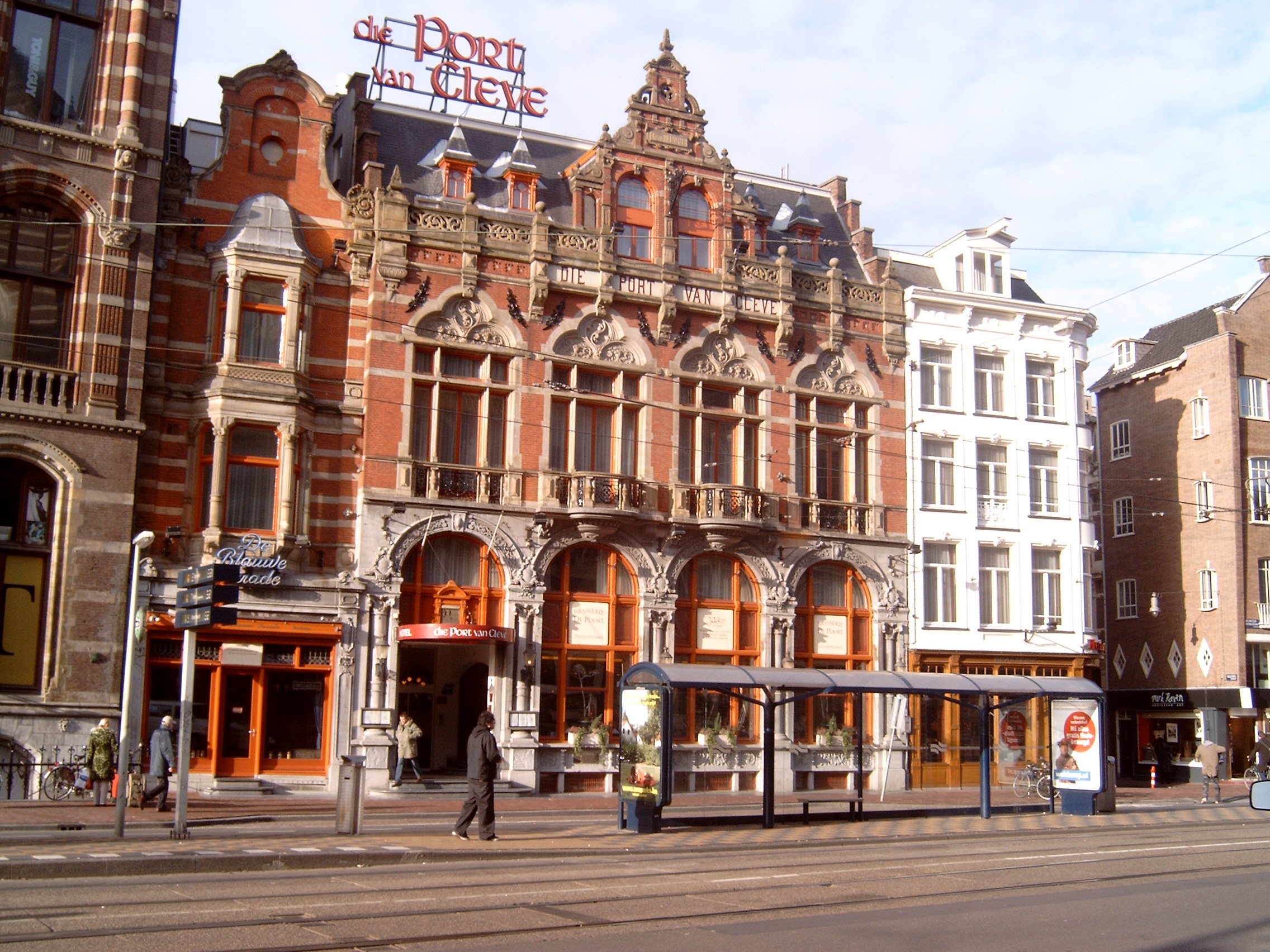
D(i)e Port van Cleve.

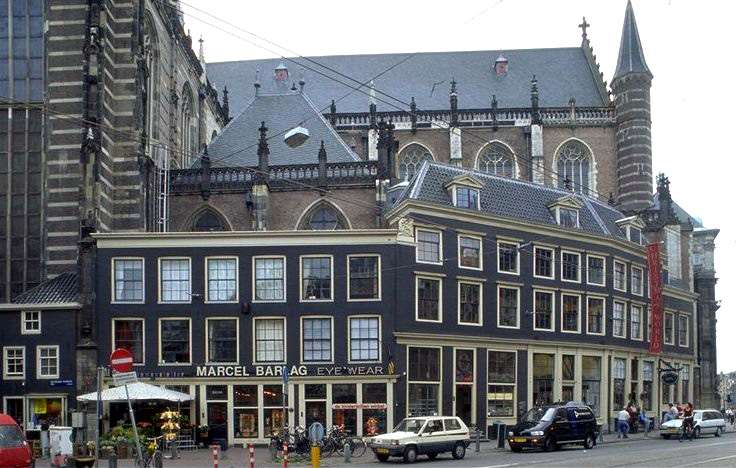
Huisjes aan de Nieuwezijds Voorburgwal tegen de Nieuwe Kerk.

De Nieuwezijds Voorburgwal is een gedempte gracht in het centrum van Amsterdam. Hij verbindt het Spui met de Martelaarsgracht. De straat loopt min of meer noord-zuid, evenwijdig aan de Spuistraat. De Raadhuisstraat loopt vanaf de Nieuwezijds Voorburgwal in westelijke richting.
Aan de oostkant van de Nieuwezijds Voorburgwal loopt een reeks steegjes naar de Kalverstraat (en verder naar het Rokin) en de Nieuwendijk (en verder naar het Damrak).

## Geschiedenis
Oorspronkelijk was de Nieuwezijds Voorburgwal tot aan de Nieuwezijds Kolk een langs de Boerenwetering aangelegde burgwal. Voor 1385 deelde de Amstel de stad Amsterdam in twee vrijwel gelijke delen: de oude zijde met de Oude Kerk en de nieuwe zijde met de Nieuwe Kerk. Elke zijde werd begrensd door een burgwal. Toen omstreeks 1385 nieuwe wallen werden aangelegd, werd de bestaande wal de "voorburgwal" en de nieuwe de "achterburgwal", en dit zowel aan de oude als de nieuwe zijde. 
De namen van enkele delen, Melkmarkt, Boommarkt, Bloemmarkt en Pijpenmarkt verwezen naar weekmarkten die wegens plaatsgebrek vanaf de Dam naar de Voorburgwal waren verplaatst. Daarbij was de Pijpenmarkt in 1662 in plaats gekomen van de Melkmarkt. In datzelfde jaar werd in twee woonhuizen aan de Bloemmarkt de Franse Kerk ingericht door uit Frankrijk afkomstige Karmelieten. In 1730 vervingen ze de bebouwing door een nieuwe schuilkerk, die in 1820 een meer kerkelijk aanzien kreeg maar in 1911 werd gesloten en het volgend jaar afgebroken.
De Donkere Sluis, een overkluisde brug, verbond de Nieuwezijds Voorburgwal met de Nieuwezijds Achterburgwal, ter hoogte van de Mozes en Aaronstraat. Op de wal, dus aan de stadsrand, stond het Elisabethsgasthuis, dat in 1652 moest wijken voor het nieuwe stadhuis, later het Paleis op de Dam met zijn dienstingangen aan de Nieuwezijds.
De grachtentuinen die bij de bouw van de panden achter de herenhuizen aan de Nieuwezijds Voorburgwal werden aangelegd, zijn tegenwoordig allemaal bebouwd.
De Nieuwezijds Voorburgwal was voor de demping de plaats waar beurtschippers uit Zuid-Holland aanlegden. Naast hun vracht brachten die ook post en pakketten mee, die dan door de bodediensten verder gedistribueerd werden. Hier waren dan ook de stadspaardenstallen gevestigd, op de plaats waar in 1755 het eerste postkantoor verrees.
De brouwerij De Hooiberg stond hier  sinds 1592, toen de weduwe Weyntgen Elberts het bedrijf van haar overleden man hierheen verplaatste wegens de goede bereikbaarheid over het water. Vanaf 1650 was op "de Nieuwezijds" de bomenmarkt gevestigd, ook al vanwege de aanvoer over water vanuit Boskoop. Deze markt groeide uit tot een planten- en bloemenmarkt. In 1862, toen er gesproken werd over demping, verplaatste deze markt zich naar het Singel.
Toen de plannen voor de demping in 1867 bekend werden, besloot Gerard Heineken, sinds 1863 de eigenaar van De Hooiberg, zijn brouwerij te verhuizen naar de Stadhouderskade. In 1870 liet hij de voormalige bierpakhuizen op de nrs. 178-180 verbouwen tot een bierhuis, het eerste brouwerscafé van Amsterdam. De uitspanning werd later uitgebreid tot Hotel Die Port van Cleve. De in 1867 gedempte Nieuwezijds Achterburgwal heet nu Spuistraat. 
De rol van de beurtschippers werd na de demping in 1884 van de Nieuwezijds  overgenomen door het in 1889 geopende Centraal Station. De bodediensten met hun paard en wagens maakten in de 20e eeuw plaats voor de expeditiebedrijven met steeds grotere vrachtwagens. Samen vormden ze een belangenvereniging: het Bodecentrum.
Sinds 1903 reden er de elektrische trams van lijn 1 en lijn 2. Later zijn er de lijnen 3 (1906-1929), 5 (1982), 13 (1921) en 17 (1915) bij gekomen. In 2018 verdwenen de tramlijnen 1 en 5 en kwam lijn 12 er voor in de plaats. Naast trams was het ook een drukke busroute zowel voor stads als streekbuslijnen. Sinds 16 juli 2018 zijn alle buslijnen, behalve nachtbussen, verdwenen.
Het hoeft dan ook niet te verbazen, dat in 1912 hier de eerste Amsterdamse verkeersagent werd gestationeerd. In 1964 behoorde de straat tot het gebied waar de eerste parkeermeters werden geplaatst. De bodediensten waren toen al weg: in 1957 werden die verplaatst naar de Pontanusstraat en Zeeburgerdijk.
Op de Nieuwezijds Voorburgwal zaten al in de 17e eeuw veel drukkerijen. Daarom vestigden er zich in de 19e eeuw ookveel uitgeverijen van kranten, die aanvankelijk zelf geen geld hadden voor drukpersen en dergelijke.
Op nr. 149 zat eind 18e eeuw de boekhandelaar Jan Barend Elwe, heruitgever van het beroemde Grachtenboek. Hij werd in 1804 opgevolgd door Georg Albrecht Diederichs. Diens zonen werden in 1831 de uitgevers aan de overkant van het Algemeen Handelsblad, dat in 1903 het gebouw aan de Nieuwezijds Voorburgwal 234-240 liet bouwen. Later vestigden de Amsterdammer, Het Nieuws van de Dag, De Telegraaf, De Tijd, De Nieuwe Dag, De Standaard en De Volkskrant zich ook in de straat, evenals drukkerijen en persbureaus zoals Reuters.
Het Nieuwsblad voor Nederland, Het Nieuws Van Den Dag en de Volkskrant waren enige tijd gevestigd in Concordia, het voor de Sociëteit Concordia et Libertate ontworpen 19e-eeuwse koepelgebouw aan de Nieuwezijds Voorburgwal 345. Het Telegraafgebouw op nr. 225 verrees in 1928 naar ontwerp van J.F. Staal en G.J. Langhout. Het socialistische Het Volk bouwde om de hoek, op het Hekelveld, in 1931 een kantoorgebouw bijgenaamd de "Rode burcht" (gesloopt in 1972).
De journalisten verkeerden regelmatig in het café van Hotel Royal, dat van 1877 tot 1921 op de hoek van de toen nieuwe Paleisstraat zat. Na de sluiting van Royal namen Scheltema en later Hoppe op het Spui de rol van journalistencafé over.
Na de bevrijding in 1945 kregen de verzetskranten Het Parool en Trouw het gebouw en de persen toegewezen van De Telegraaf, die vanwege haar houding tijdens de bezetting enige tijd een verschijningsverbod was opgelegd. De Waarheid trok, tijdelijk, in bij het Algemeen Handelsblad dat eveneens vanwege de oorlogshouding enige tijd niet mocht verschijnen. Trouw vond onderdak in het gebouw van De Standaard.
De Nieuwezijds Voorburgwal was menigmaal het toneel van roerige taferelen. Zo speelde zich hier in 1966 het 'bouwvakkersoproer': de Telegraafrellen af.
Tussen 1967 en 1976 verlieten de kranten de Nieuwezijds. De Volkskrant, Het Parool en Trouw gingen naar de Wibautstraat, De Telegraaf naar de Basisweg en het Algemeen Handelsblad fuseerde met de Nieuwe Rotterdamsche Courant en vertrok naar Rotterdam. Ter nagedachtenis aan deze periode werd in juni 2022 het beeld Argus, stripjournalist in de Bommelsaga, naar ontwerp van Saske van der Eerden geplaatst.
De panden 91-95 kwamen in 1968 in handen van H.C. Tabak, die ze wilde slopen om er een parkeergarage te bouwen. Terwijl de gemeente aarzelde met het afgeven van een vergunning, werden de panden gekraakt en in 1975 brandden ze gedeeltelijk af. De erven-Tabak verkochten het complex aan Stadsherstel, dat in 1982 begon met de restauratie. Het hoekpand van de Sint-Nicolaasstraat kreeg in reliëf een beeltenis van deze heilige, zoals al in vroeger eeuwen het geval was geweest. De huidige versie is van Ton Mooy.
Literatuur
- Paul Arnoldussen en Rudie Kagie: De Nieuwezijds. Herinneringen aan een krantenboulevard. Uitg. De Republiek, 2022. ISBN 9789086050284

## Gebouwen
Aan de Nieuwezijds Voorburgwal bevindt zich een aantal bekende gebouwen, waaronder het Paleis op de Dam, de Nieuwe Kerk, het Amsterdam Museum en het vroegere hoofdpostkantoor (nu winkelcentrum Magna Plaza).
Het Maurits Binger Film Instituut is gevestigd in gebouw 't Einde van de Wereld aan de Nieuwezijds Voorburgwal 4-10.
De ondergrondse parkeergarage De Kolk bevindt zich bij de Nieuwezijds Kolk, het pleintje aan de Nieuwezijds Voorburgwal ter hoogte van nummers 35-37.
De Standaard op nr 56 is verbonden aan de krant Nederlandse krant De Standaard.
Nieuwezijds Voorburgwal 67 bood lang onderdak aan de drukkerij van De Tijd en heeft als bijnaam 't Kasteel van Aemstel; het wordt belend door het Makelaers Comptoir.
Nieuwezijds Voorburgwal 104-108, gebouw Congo werd ontworpen door Frans Poggenbeek.
Het monumentale tien verdiepingen tellende Candidagebouw aan Nieuwezijds Voorburgwal 120-126 werd in 1930 ontworpen en gerealiseerd door architect, F.A.Warners.
Het ontwerp (1888) voor het gebouw van de Handelsvereniging Amsterdam, met neorenaissance-gevel aan Nieuwezijds Voorburgwal 162-170, is van de hand van bouwmeester A.L. van Gendt. Zijn zoon A.D.N van Gendt tekende in 1927 voor de aan de gevel vermelde renovatie.
Op nummer 169 bevond zich bijna 25 jaar lang de nachtclub Club NL, die in het jaar 2000 werd geopend door Albert Papot. De zaak sloot per 1 juli 2023 en werd overgenomen door andere horeca-ondernemers.
Tegenover de achterkant van het Koninklijk Paleis staat het monumentale pand dat rond 1924 naar ontwerp van Rijksbouwmeester J. Crouwel werd gebouwd als Rijkskantoor-gebouw voor het Geld- en Telefoonbedrijf. Het wordt begrensd door de Nieuwezijds Voorburgwal (226), de Spuistraat (175) en de Raadhuisstraat. Het werd in 2000 verbouwd tot een supermarkt op de begane grond en kantoren op de verdiepingen. Later werd er een hotel in gevestigd.
Het (voormalige) pleintje aan de westzijde van de Nieuwezijds Voorburgwal ter hoogte van nummer 280 noemde men de Postzegelmarkt. Op woensdag en zaterdag werd er al bijna een eeuw gehandeld in postzegels. Bij de herinrichting in 2022 is het pleintje vervangen door een postzegelparkje, dat op 16 juni 2022 werd geopend met de onthulling van het beeldje Argus (zie boven onder Fleet Street) en een kabouterstandbeeld van Ruchama Noorda, dat samen met een appelboompje herinnert aan de vijftig jaar geleden bloeiende Kabouterbeweging. Hier ligt op nr. 282 het voormalige theater Tingel Tangel, dat in de 18e eeuw is gebouwd door burgemeester Hendrik Bicker (1682-1738) en in 1835 door de stad gekocht van zijn nazaten. Van ca. 1910 tot 1957 was er de Prinsenschool gehuisvest en theater Tingeltangel werd er in de jaren zestig ingericht door cabaretier Sieto Hoving. Het herbergde van 1989-2023 het Betty Asfalt Complex, een theaterzaal voor cabaret, toneel en muziek. Sinds 2024 herbergt het Theater De Richel.
In 1880 werd het winkel-woonhuis op nummer 332 ontworpen door Ed. Cuypers. Hier was in de eerste helft van de 20e eeuw het Sint-Bernulphushuis gevestigd. Het pand is een gemeentelijk monument.
Op nummer 367 bij de hoek van de Sint Luciënsteeg was sinds 1975 een ingang van het Amsterdams Historisch Museum. Sinds de naamswijziging in 2010 is deze ingang gesloten. Hier ligt de achtergevel van wat tot 1960 het oude Burgerweeshuis was. Het complex is al eeuwenlang een relatief stil gebied, midden in de stad. Ten zuiden hiervan ligt het 14e-eeuwse Begijnhof, waarvan de achtergevels grenzen aan de Nieuwezijds Voorburgwal.
De straat telt tientallen rijksmonumenten.

## Trivia
Bij de herinrichting van de straat in de jaren 2021-2022 werd er ruimte gevonden voor de Waterspeelplaats Het Blad in het kader van het project Rode Loper.

## Zie ook

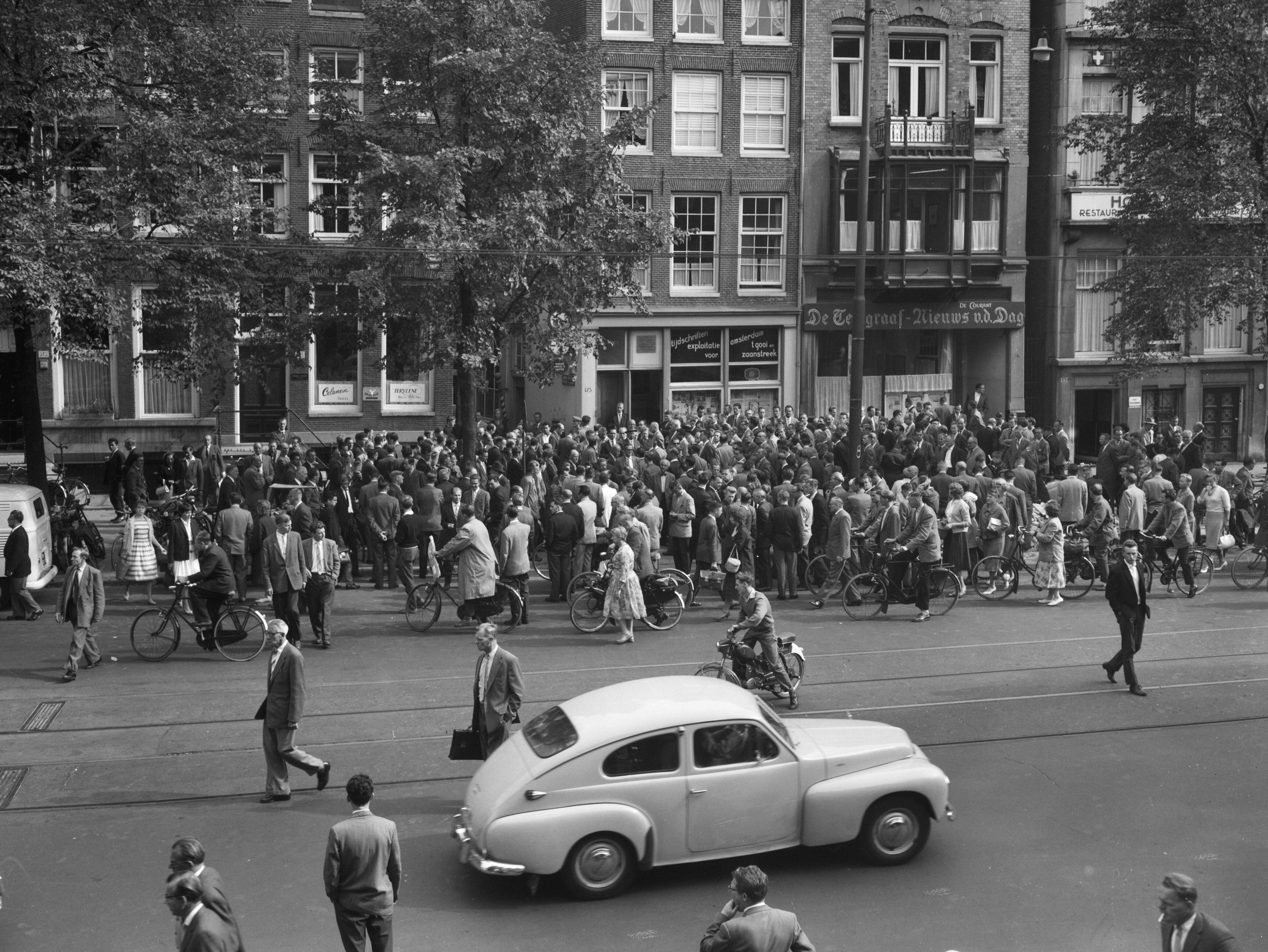
Drukte bij de burelen van de kranten aan de Nieuwezijdsvoorburgwal bij een staking van typografen, 21 september 1959.
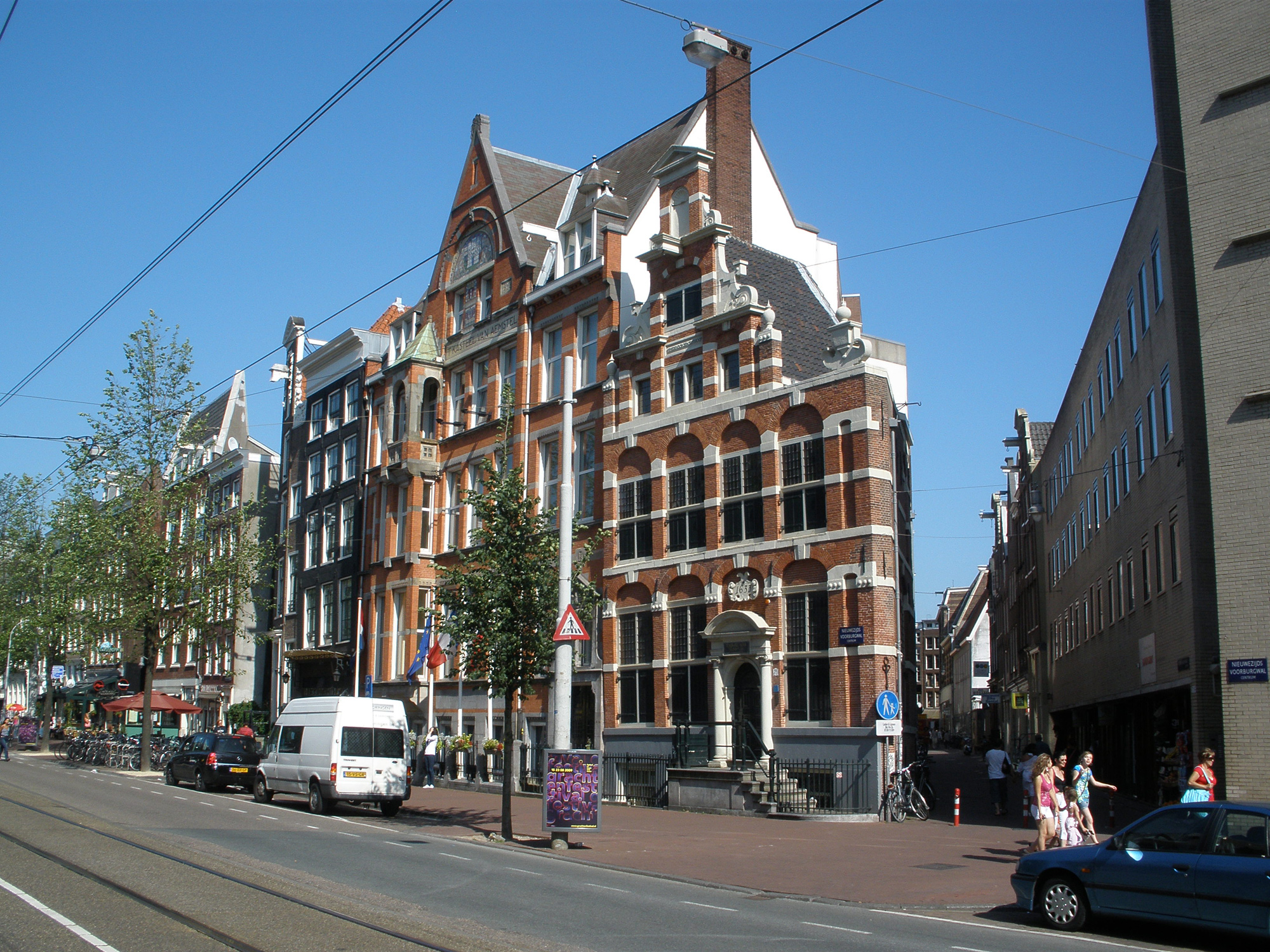
't Makelaers Comptoir, een 17e-eeuws gildehuis.
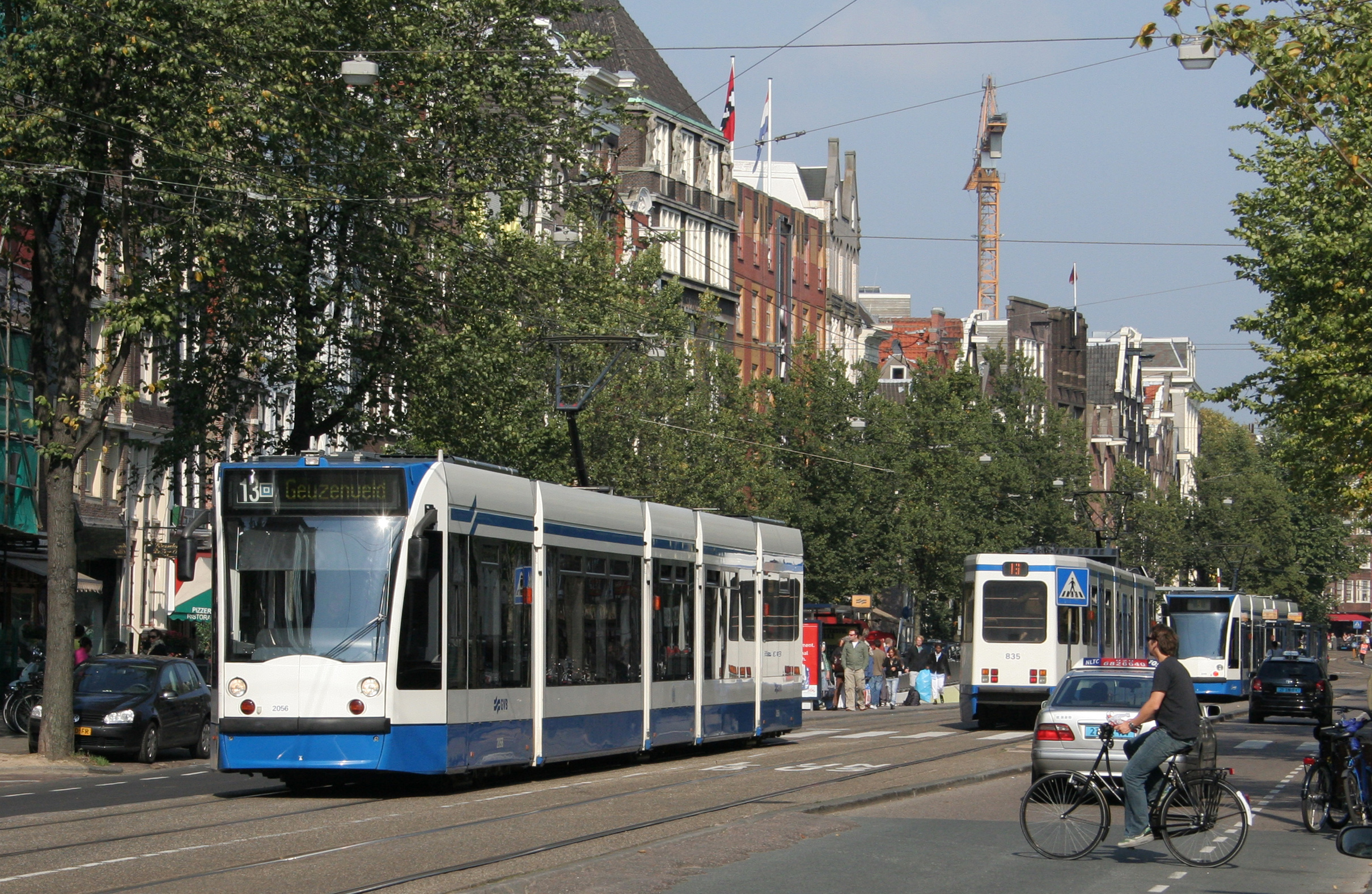
Tram van lijn 13 ter hoogte van de Nieuwezijds Kolk; 2007.
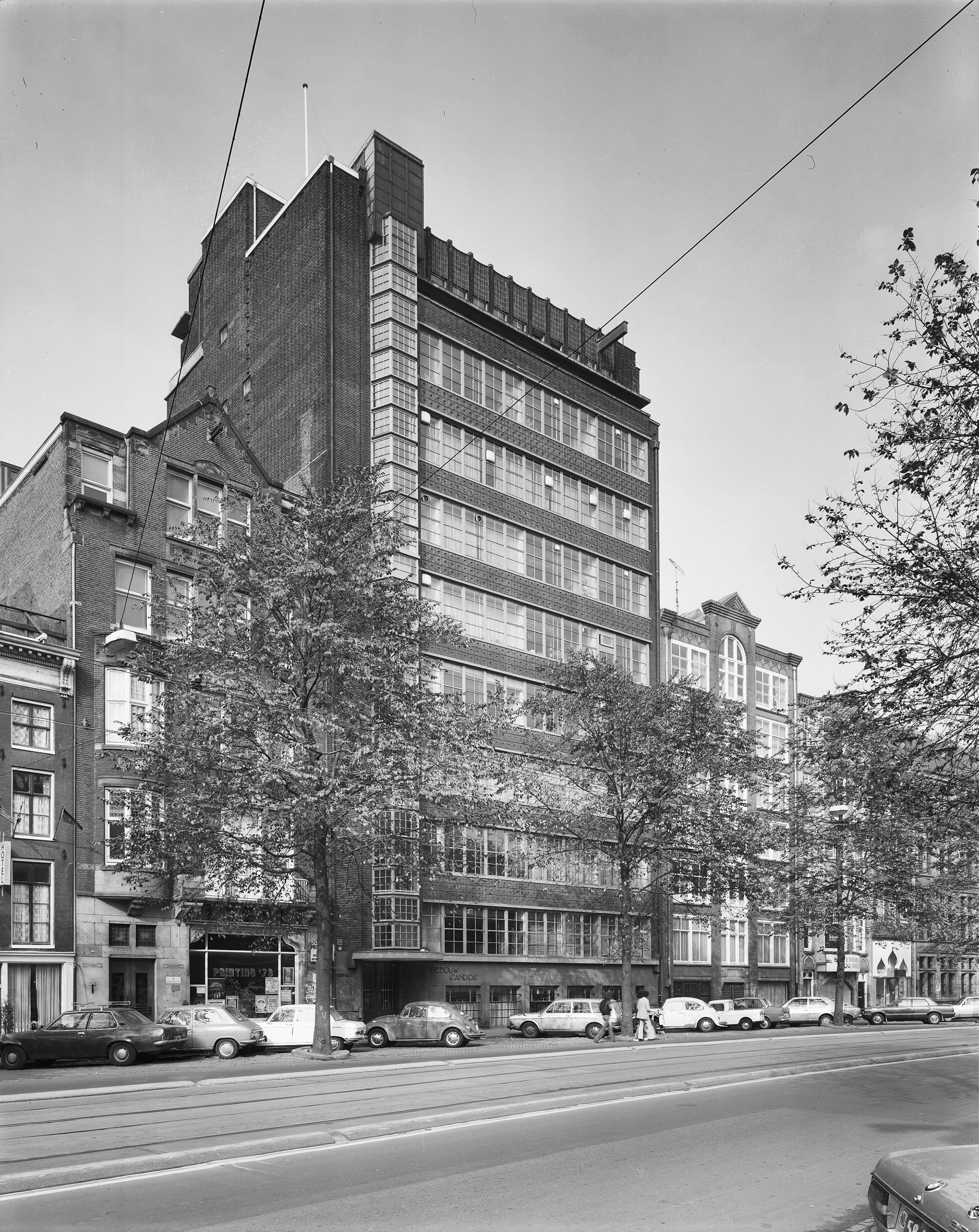
Gebouw Candida, Nieuwezijds Voorburgwal 120-126; 1979.
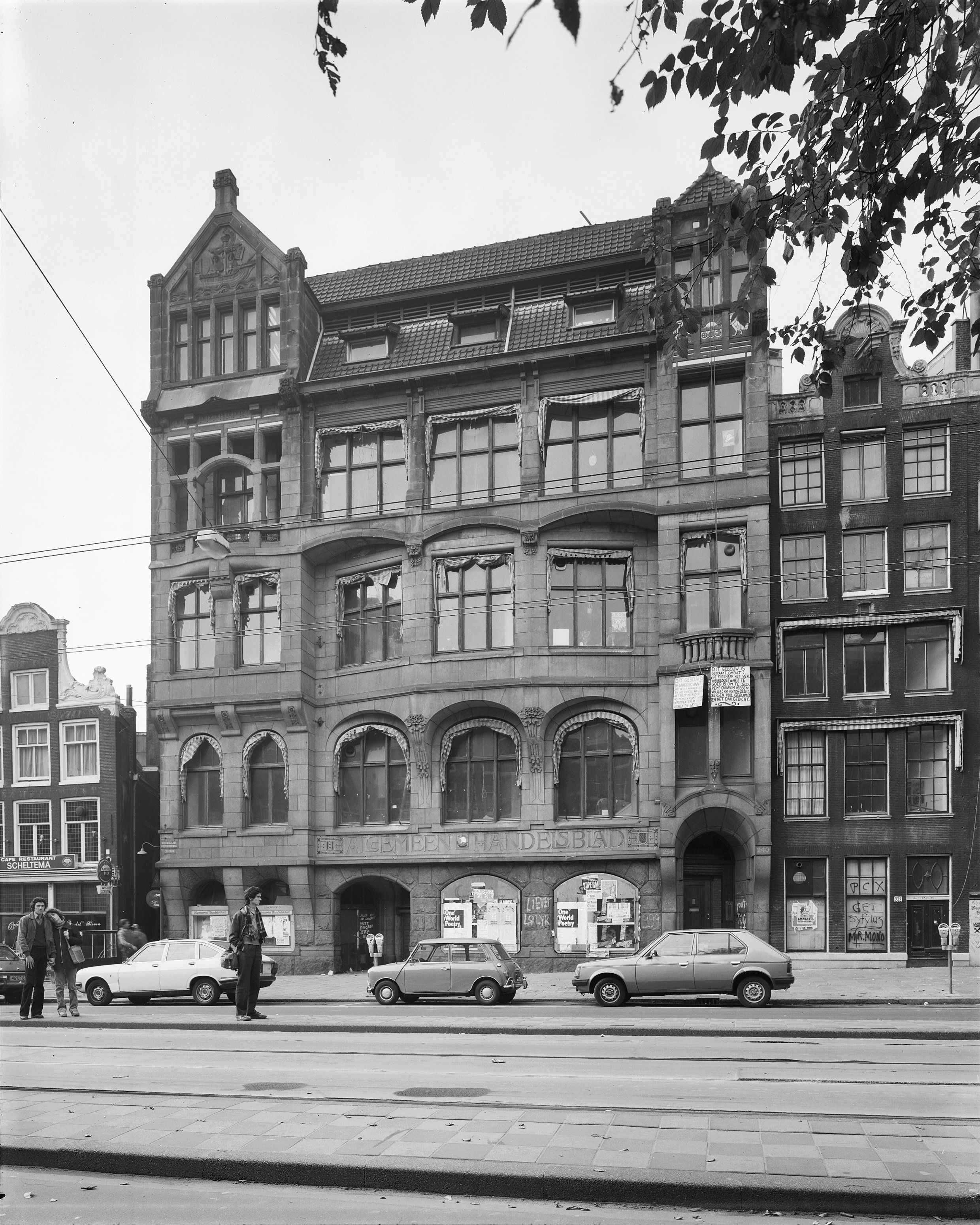
Gebouw Algemeen Handelsblad, Nieuwezijds Voorburgwal 234-240; 1979.
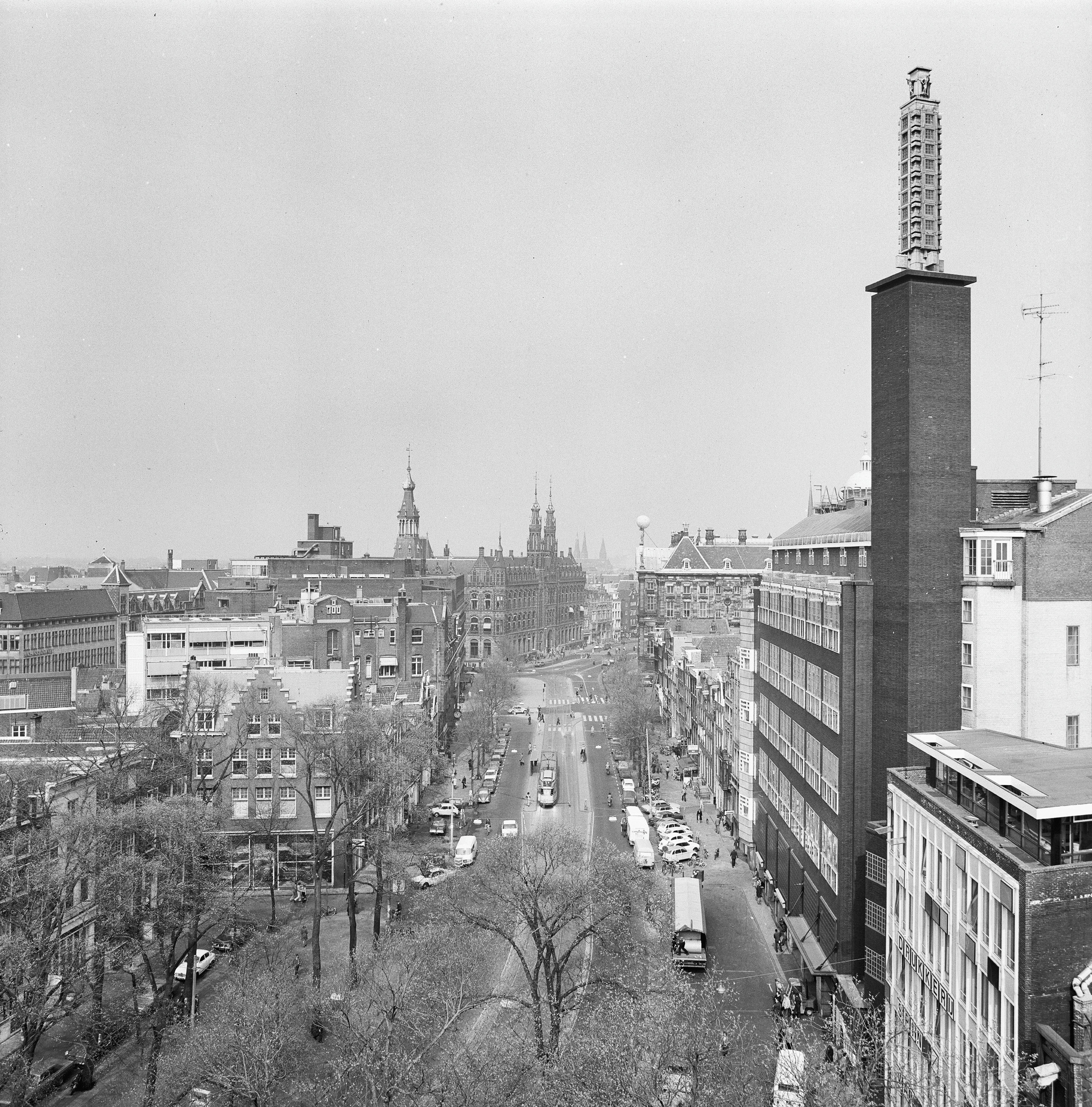
Nieuwezijds Voorburgwal gezien naar het noorden met rechts de toren van het Telegraafgebouw en in de verte het Hoofdpostkantoor; 1974.
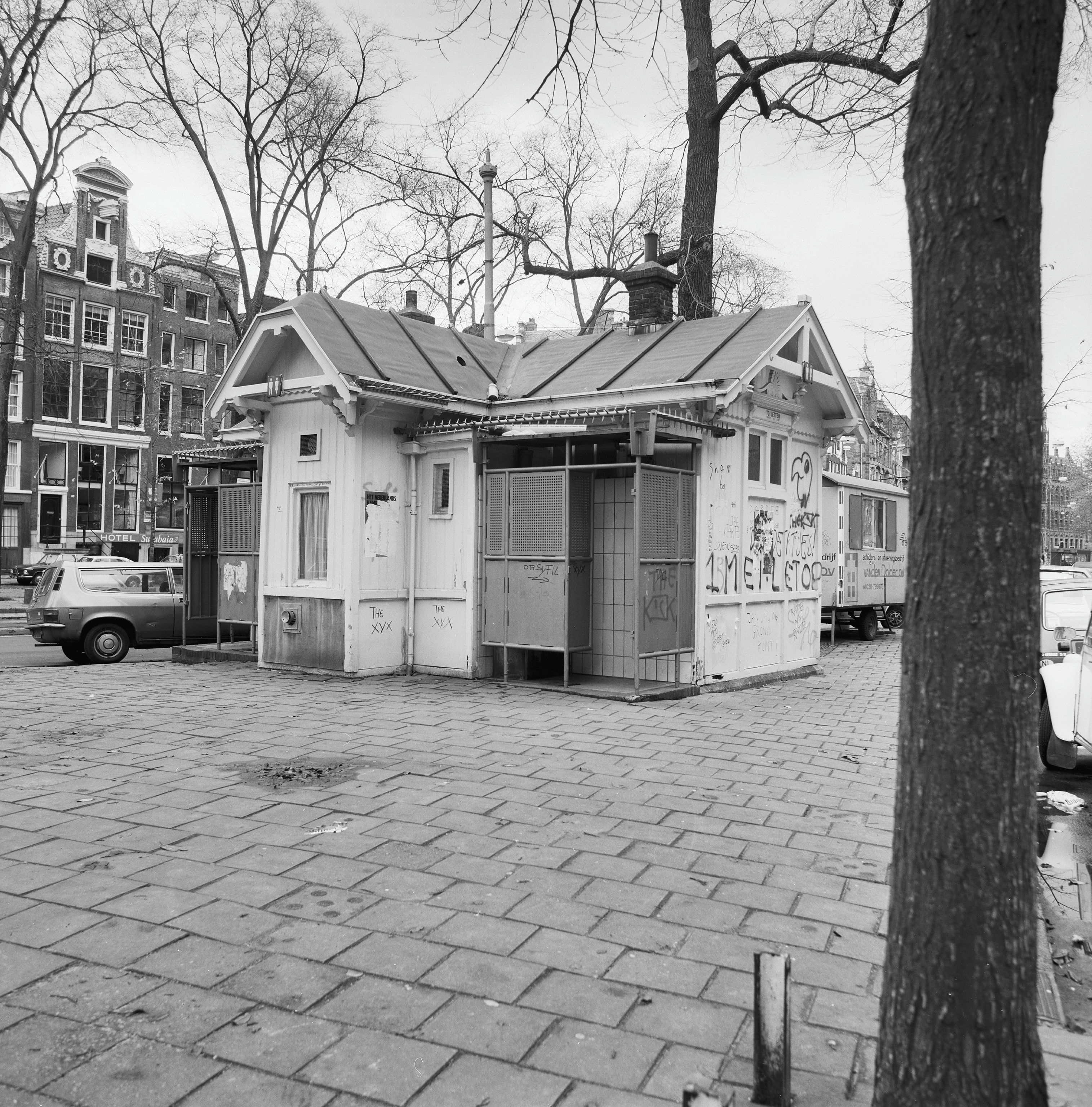
Toiletgebouw (thans café) aan de Nieuwezijds Voorburgwal ter hoogte van de Postzegelmarkt; 1979.
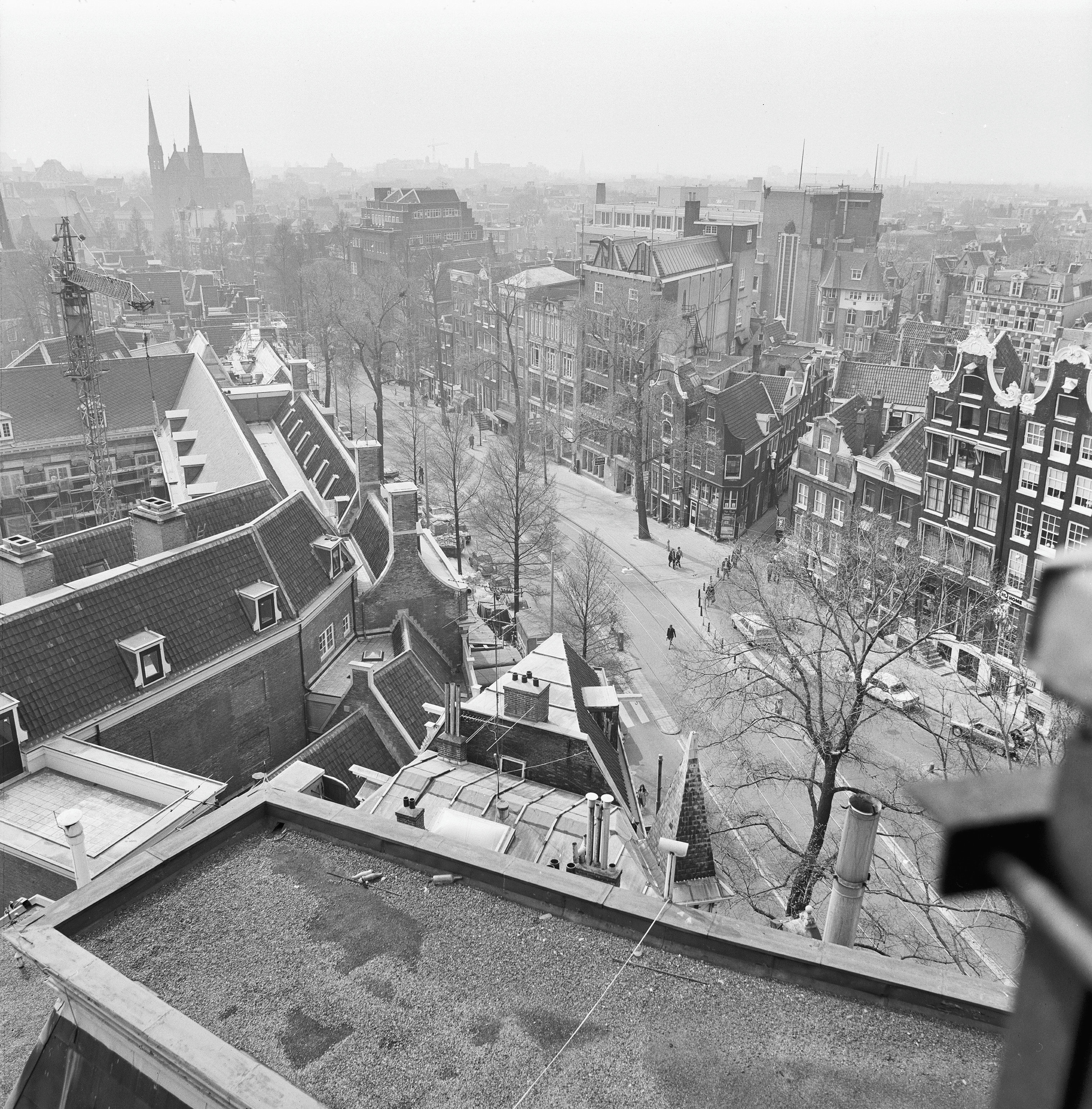
Nieuwezijds Voorburgwal gezien naar het zuiden ter hoogte van de Sint Luciënsteeg, met links het Amsterdam Museum en in de verte de torens van de Krijtberg; 1974.
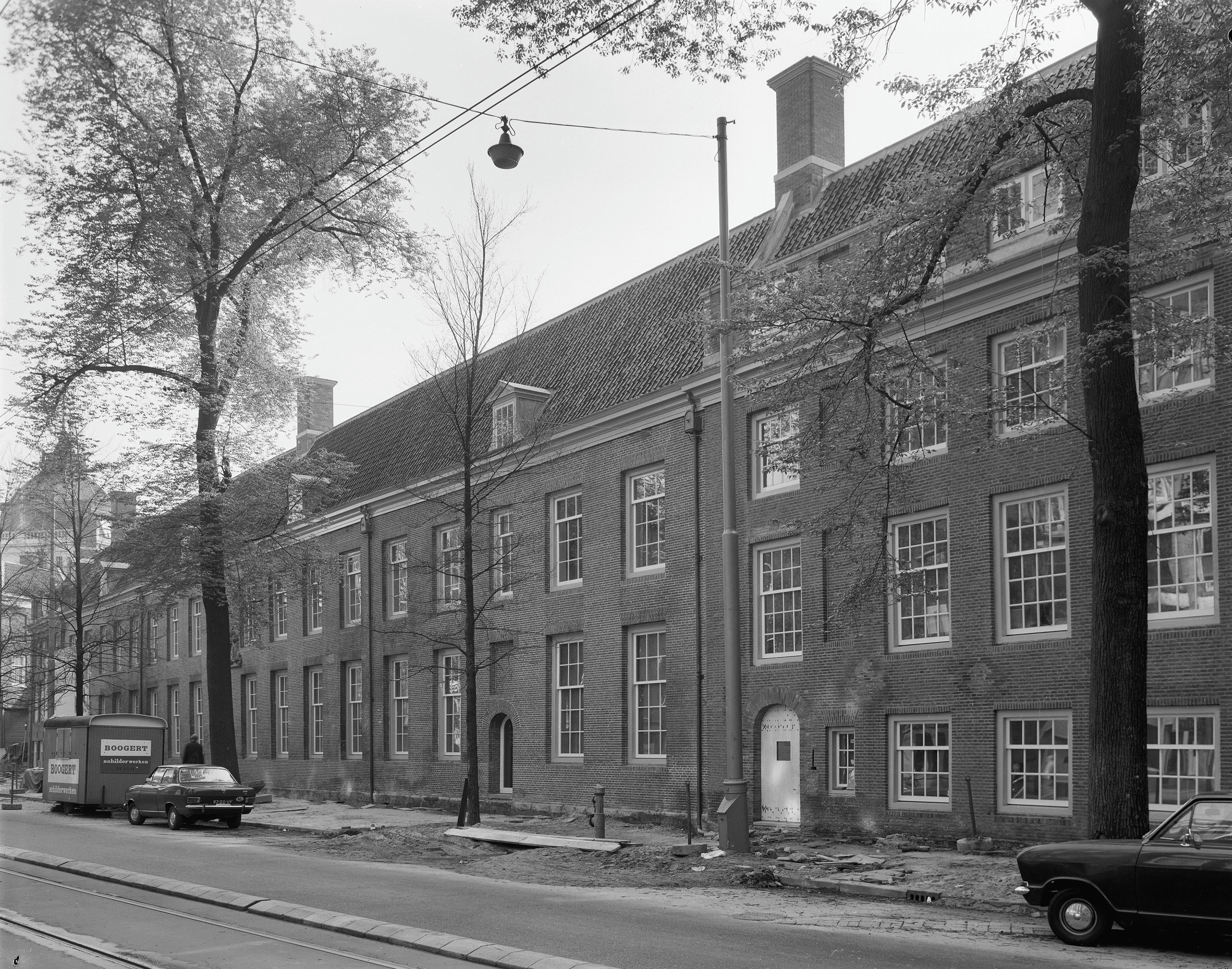
Gevel van het voormalige Burgerweeshuis, thans Amsterdam Museum, aan de Nieuwezijds Voorburgwal; 1975.